# Ethyl-p-hydroxybenzoaat
Ethyl-p-hydroxybenzoaat of ethylparabeen is een conserveermiddel dat gebruikt wordt om de aangroei van micro-organismen, met name schimmels tegen te gaan.
De alkylesters van p-hydroxybenzoëzuur worden parabenen genoemd. Ethylparabeen is de ethylester; andere parabenen zijn bijvoorbeeld methylparabeen en propylparabeen. Ook het natriumzout van deze esters wordt als conserveermiddel gebruikt. Samen worden deze stoffen ook wel aangeduid als PHB (p-hydroxybenzoaten).
Ethylparabeen komt voor in de vorm van kleine kleurloze kristallen of als een wit kristallijn poeder. Het smelt tussen 115 en 118 °C.

## Toepassingen en regelgeving

### Levensmiddelen
Ethylparabeen is in de Europese Unie toegelaten als conserveermiddel in voeding onder E-nummer E214. Parabenen mogen in de Europese Unie beperkt in voedsel gebruikt worden, met name in geleicoatings van vleeswaren (maximum gehalte 1 g/kg); in granen- of aardappelsnacks, gecoate noten en suikerwerk (behalve chocolade) (max. gehalte 0,3 g/kg) en (tot 2006) in vloeibare dieetsupplementen (max. 2 g/kg).
Het Europees Agentschap voor de Voedselveiligheid EFSA heeft de aanvaardbare dagelijkse inname aan parabenen vastgesteld op 0-10 mg/kg lichaamsgewicht/dag voor de som van ethyl- en methyl-parabeen en de natriumzouten daarvan.

### Cosmetica
In cosmetica wordt ethylparabeen veel gebruikt als conserveermiddel voor diverse producten binnen het effectieve pH bereik van parabenen (pakweg 4 tot 7). Ethylparabeen is wereldwijd toegelaten als conserveermiddel voor cosmetica. In de Europese Unie geldt een maximum dosering van 0,4% ethylparabeen in het eindproduct en een maximum van 0,8% voor de som van alle parabenen in het eindproduct.